# Chatte noire
Pour les articles homonymes, voir Black Cat.
Ne doit pas être confondu avec Black Cat (Harvey Comics).
Felicia Hardy, alias la Chatte noire (« Black Cat » en VO), est une super-héroïne évoluant dans l'univers Marvel de la maison d'édition Marvel Comics. Créé par le scénariste Marv Wolfman et le dessinateur Keith Pollard, le personnage de fiction apparaît pour la première fois dans le comic book The Amazing Spider-Man (vol. 1) #194 en juillet 1979.
D'abord ennemie puis alliée de Spider-Man, la Chatte noire a été pendant un temps la partenaire (et la compagne) du super-héros costumé. C'est un personnage très populaire dans l'univers du « Tisseur », étant donné qu'elle a fait partie de ses trois amours, avec Gwen Stacy et Mary Jane Watson, avec lesquelles elle a été en compétition.

## Biographie du personnage

### Origines et parcours
Felicia Hardy commence sa carrière comme cambrioleuse costumée. Son père était voleur avant elle et, pour reprendre le flambeau, elle devient ceinture noire de karaté et de judo, puis elle apprend l'art de crocheter les serrures et celui de la discrétion. Elle mène ensuite une lutte « à la Robin des Bois » (dépouillant les riches pour donner aux pauvres) puis assiste Spider-Man dans sa lutte contre le crime après s'être évadée de prison. Ils ont alors une liaison.
Spider-Man s'aperçoit qu'elle est en danger à chaque fois qu'elle se bat à ses côtés (en particulier après un combat contre le Hibou où elle frôle la mort), car elle n'est qu'une humaine sans pouvoirs spéciaux. Aussi, elle cherche et obtient, grâce à l'aide peu recommandable du Caïd, le pouvoir de modifier les probabilités. Ce pouvoir, qui se déclenche dans des périodes de stress, « porte la poisse » à ses adversaires. L'activation de ses capacités mutantes a aussi augmenté son agilité et sa rapidité.
Elle se sépare de Spider-Man lorsqu'elle cherche auprès du Caïd des pouvoirs supplémentaires.

### Civil War
Lors de l'évènement Civil War, après la promulgation du Superhuman Registration Act, Felicia choisit de se faire recenser et est reconnue comme super-héroïne. Durant cette période, elle rejoint le groupe Heroes for Hire qui travaille pour les autorités. Leur mission est d'appréhender les surhumains non enregistrés.
Lors de l’invasion de la Terre par Knull et ses symbiotes, elle organise le « braquage » du quartier général du dieu noir afin d’y libérer le Docteur Strange.

## Pouvoirs, capacités et équipement

### Pouvoirs et capacités
Initialement, la Chatte noire ne dispose d'aucun super-pouvoir. Felicia Hardy possède cependant la force normale d’une femme de son âge et de sa constitution qui pratique des exercices physiques intenses et de façon régulière, et qui dispose d'un équipement spécialisé grâce au Bricoleur. Formée dans plusieurs styles d'arts martiaux (elle est ceinture noire de karaté et de judo), Hardy est une excellente combattante de rue, capable de s'attaquer simultanément à plusieurs assaillants armés et de les neutraliser sans être blessée elle-même.
Felicia Hardy compense ce manque de pouvoirs par des réflexes, une agilité et une endurance similaires à ceux d'un acrobate de niveau olympique. Elle est physiquement très forte et très athlétique et possède une grande endurance physique. Se déplaçant avec grâce et souplesse, elle est extrêmement agile et capable d’accomplir des acrobaties difficiles comme des sauts ou des roulés-boulés avec un minimum d’effort. Elle est capable de faire des sauts jusqu’à environ 1,80 m en hauteur et jusqu'à 3 mètres en longueur. Elle sait aussi se montrer furtive et possède une grande intelligence.
Plus tard, un test conduit par le Caïd permit d'exploiter un pouvoir mutant latent de Hardy (en tout cas, selon les scientifiques qui la dotèrent de cette capacité ; cependant, sa mutation latente reste sujette à caution), grâce à des radiations et des injections chimiques :
- cela donna à la Chatte noire la capacité psionique d'affecter les champs des probabilités ; essentiellement, elle pouvait produire de la « malchance » pour ses ennemis[3] ;
- ce pouvoir de « malchance » impliquait, lors d'un stress, que la Chatte noire soit inconsciemment capable de causer à toute personne dans son entourage immédiat — qu'elle perçoit comme une menace — des accidents « anormaux » ; par exemple, des armes qui se brisent et explosent ou des personnes qui trébuchent sur des objets, etc. ;
- cette capacité a également eu comme effet secondaire de causer des problèmes à quiconque passant de longues périodes autour d'elle[1], Hardy devenant littéralement un « chat noir » pour son entourage.

Poursuivi par le mauvais sort malgré sa séparation d'avec Felicia, Spider-Man requiert l'aide du Docteur Strange. Par la suite, le Sorcier suprême altère les pouvoirs de la Chatte noire, lui ôtant brièvement sa capacité à causer la malchance tout comme l'effet secondaire non désiré. Cependant, cette modification magique lui conféra temporairement des capacités félines lui donnant une vision nocturne, des griffes rétractables au bout des doigts et une force, une vitesse, une agilité et une endurance surhumaines, proportionnelles à un chat.
Son pouvoir de « malchance » est finalement restauré par Doc Tramma avec l'utilisation de la cybernétique.

### Équipement

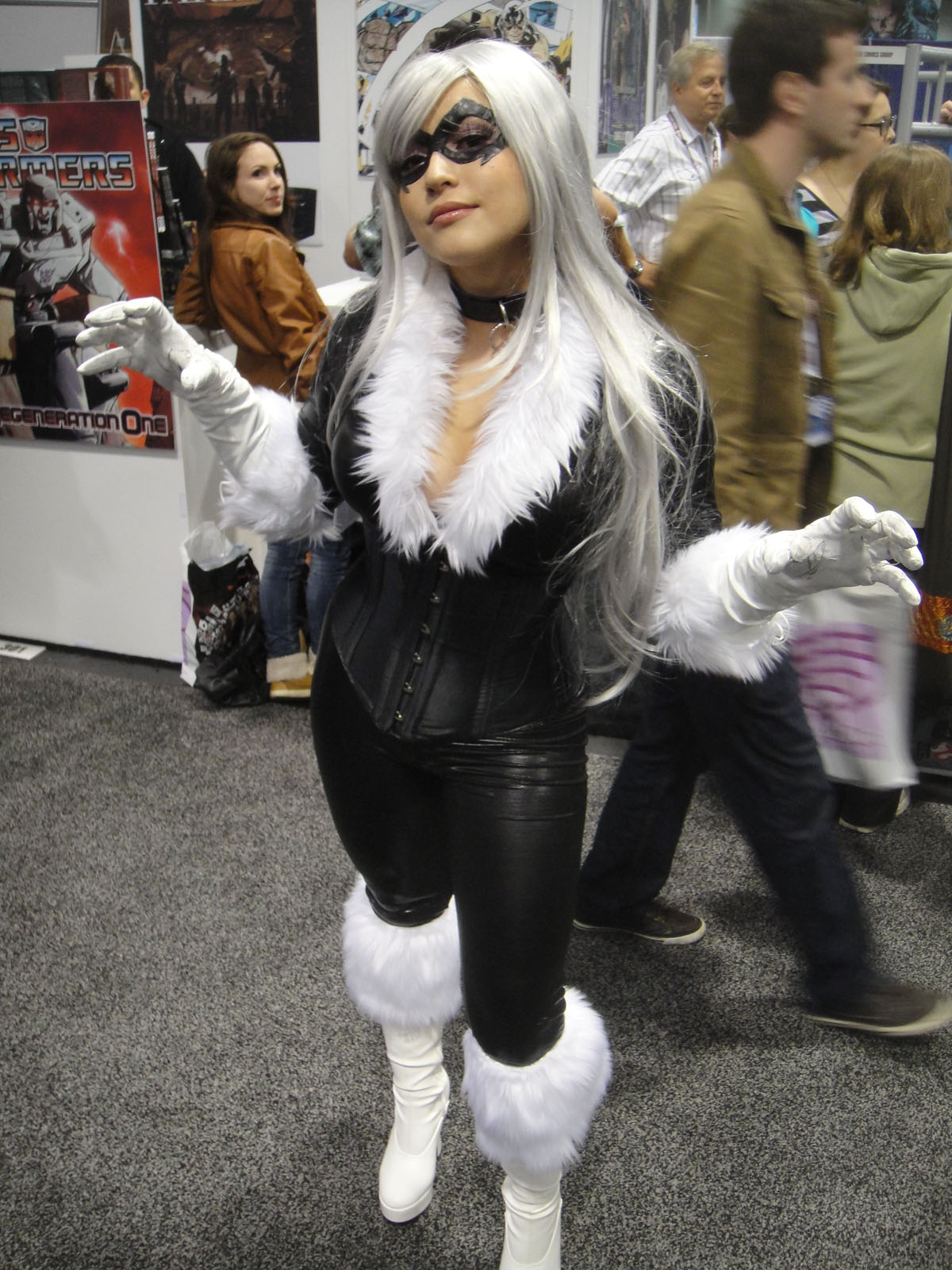
Cosplay de la Chatte noire.

La Chatte noire a acquis auprès du Bricoleur plusieurs appareillages qui ont augmenté son agilité, rehaussé sa force et lui ont octroyé des capacités sensorielles améliorées.
- Son costume contient des micro-servomoteurs qui améliorent sa force au-delà des niveaux humains normaux[1].
- Les gants de son costume contiennent des microfilaments en acier qui forment des griffes rétractables au bout des doigts, aussi tranchantes que des lames de rasoir[1]. Ses griffes jaillissent quand elle fléchit les doigts (déclenchant une détonation magnétique qui condense les filaments en serres polarisées), des capteurs détectant la tension des tendons des doigts[1]. Les griffes peuvent s’allonger jusqu’à une longueur de 7,5 cm[1]. Elles lui permettent de déchirer la plupart des surfaces et de facilement escalader les murs[1].
- Elle porte des boucles d'oreilles qui interagissent avec les centres de l'équilibre de l'oreille interne pour lui donner plus d'agilité[1]
- Elle a également des lentilles de contact qui lui permettent de voir dans diverses gammes du spectre électromagnétique, tels que l'infrarouge et l'ultraviolet et lui donnant une excellente vision nocturne[1].

En utilisant cet équipement, la Chatte noire a été capable de vaincre des ennemis dotés de capacités surhumaines.
De plus, elle possède un dispositif de grappins miniatures cachés dans la « fourrure » de chaque gant, conçu par son père Walter Hardy. Ces grappins lui permettent de se balancer de bâtiments en bâtiments d'une manière similaire à la toile de Spider-Man, mais pas tout à fait aussi vite. Elle peut également utiliser le câble de cet appareil comme une corde raide, un dispositif d'escalade murale ou de balançoire, ou comme une arme improvisée au combat.

## Versions alternatives

### MC2
Dans ce futur alternatif, Felicia Hardy et Flash Thompson se sont mariés. Ils ont eu deux enfants, Felicity et Gene, avant de divorcer. Felicia a apparemment abandonné son costume et dirige une agence de détectives privés. Sa fille semble lui en vouloir d'avoir divorcé.

### Ultimate Marvel

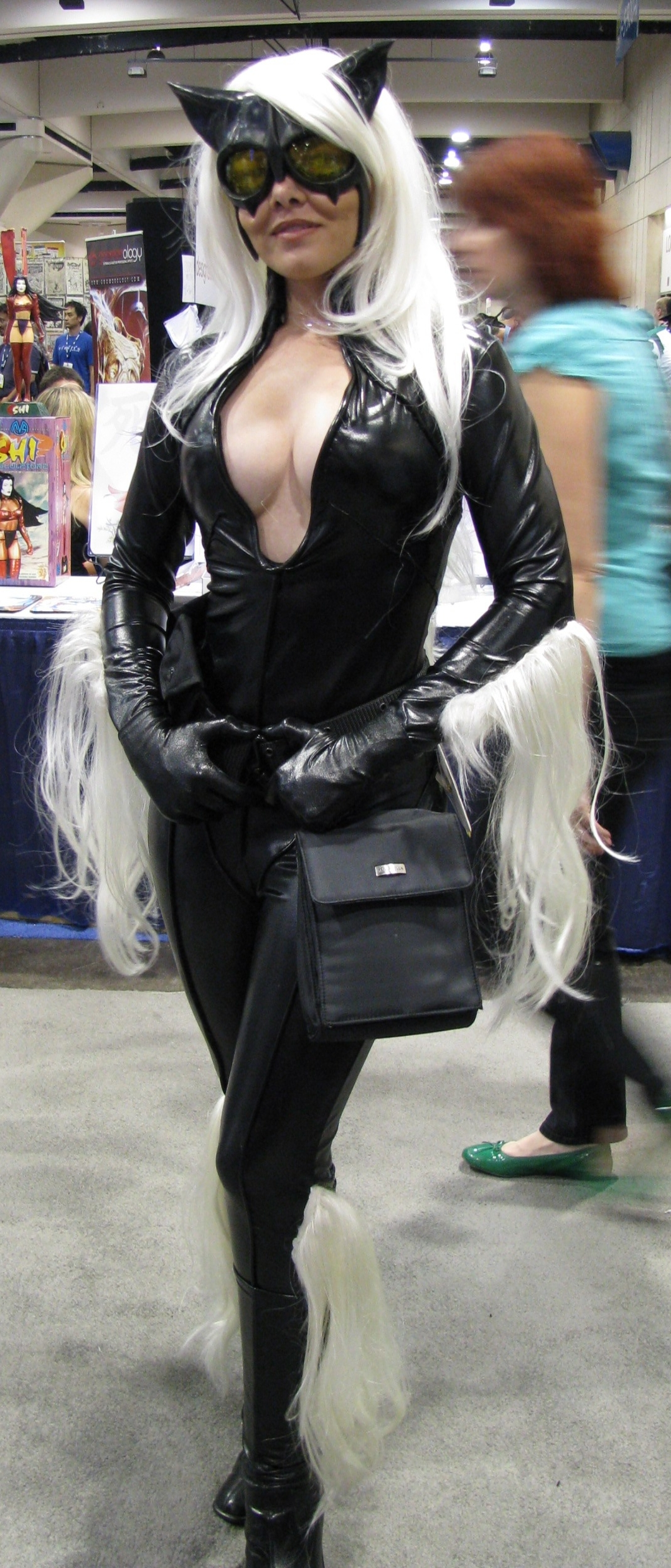
Cosplay de la Chatte noire (version Ultimate).

La première apparition de la Chatte noire dans l’univers Ultimate a lieu dans Ultimate Spider-Man #50 en 2004. Felicia Hardy est une jeune femme dont le père, Jack Hardy, un cambrioleur, est mort en prison. Elle en blâme le Caïd et cherche à se venger. Elle est attirée par Spider-Man, sans se rendre compte de la différence d'âge. D’ailleurs, une fois qu'elle découvre qu'il n'est qu'un gamin, elle le rejette.

## Apparition dans d'autres médias

### Cinéma
Felicia Hardy apparaît brièvement sous les traits de Felicity Jones dans The Amazing Spider-Man 2. Elle est ici l'assistante de Harry Osborn, qui vient de reprendre l'entreprise familiale. Elle est indirectement responsable de la transformation de celui-ci en Bouffon Vert, puisqu'elle lui dévoilera l'existence des araignées mutantes dont le venin transformera Harry.
En 2017, Sony Pictures annonce la production de deux films sur les ennemis de Spider-man, le premier sur Venom, le second sur la Chatte noire et Silver Sable. Le film, intitulé Silver & Black, sera écrit par Chris Yost et Lisa Joy, et réalisé par Gina Prince-Bythewood. En 2018, Sony annonce changer ses plans et faire deux films distincts pour les deux personnages, et Gina Prince-Bythewood ne reste que productrice.

### Séries animées
- Spider-Man (1981)

C'est dans cette version qu’apparaît le personnage de Felicia Hardy pour la première fois en tant qu'ennemie de Spider-Man, exerçant le métier de cambrioleuse comme dans les comics originaux. Elle apparaît aussi comme une femme mûre et confiante.
- Spider-Man, l'homme araignée (1994)

Dans ce dessin animé, Felicia Hardy est l'un des personnages principaux. Elle est l'héritière de la Fondation Hardy, dirigée par sa mère Anastasia ; son père, John Hardesky, est un criminel nommé Le Chat. Ce dernier a connaissance de la formule du Sérum du Super Soldat qui créa Captain America, et est emprisonné par le SHIELD. Le personnage est interprété par Tricia Helfer en VO et par Malvina Germain en VF.
- Spectacular Spider-Man (2008)

Dans cette série, la Chatte noire doit voler un symbiote extraterrestre (saison 1, épisode 10).
- Spider-Man (2017)

Dans ce dessin animé, le personnage apparaît comme dans ses précédentes incarnations en tant que voleuse expérimentée du même âge que Spider-Man/Peter Parker. Elle a le même tempérament confiant et séducteur, aimant « jouer » avec Spider-Man lors de leurs confrontations. Physiquement, elle est représentée avec des cheveux courts. Elle possède son pouvoir de malchance qu'elle utilise à volonté : tous ceux qui croisent son regard sont atteints de malchance sur le moment. Son pouvoir peut lui être retourné si on lui fait voir son propre regard dans un miroir. Lorsqu'elle utilise son pouvoir, ses yeux ronds deviennent fendus comme ceux d'un chat. Le personnage est interprété par Grey DeLisle en VO (version d'origine).
- Spidey et ses amis extraordinaires (depuis 2021)

### Jeux vidéo
- 2000 : Spider-Man, en tant qu'alliée et apparaissant au début du jeu (lors du tutoriel).
- 2004 : Spider-Man 2, en tant qu'alliée et équipière de Spider-Man, et au cœur de certaines missions de course-poursuites sur les toits.
- 2008 : Spider-Man : Le Règne des ombres, où elle est possédée par un Symbiote vers la fin du jeu et fait office de boss. Selon les choix de Spider Man, elle reçoit un autre Symbiote pour guérir du combat ou est remis à Mary Jane. L'une des fins lui permet de devenir reine des Symbiotes si le joueur choisit la fin « Finale Noir ».
- 2012 : The Amazing Spider-Man, en tant que boss optionnel.
- 2013 : Lego Marvel Super Heroes, en tant que personnage jouable.
- 2014 : The Amazing Spider-Man 2, en tant que boss de l'intrigue principale.
- 2017 : Lego Marvel Super Heroes 2, en tant que personnage jouable.
- 2018 : Marvel's Spider-Man, en tant que personnage présent dans l'intrigue des trois DLC « Le Casse », « La guerre des gangs » et « Le retour de Silver ».
- 2023 : Marvel's Spider-Man 2, en tant que personnage présent durant l'intrigue principale, plus précisément lors d'une mission avec Miles Morales.

## Publications du personnage
En version originale : 
- Black Cat (vol. 1) : Grand Theft Marvel #1-5 (2020)
- Black Cat (vol. 2) : On The Run (2020)
- Black Cat (vol. 3) : All Dressed Up (2021)
- Black Cat (vol. 4) : Queen in Black (2021)
- Black Cat (vol. 5) : I'll Take Manhattan (2021)
- Black Cat (vol. 6) : Infinity Score (2022)
- Mary Jane & Black Cat: Beyond (2022)

En version française :
- Black Cat #1-5 (2020-2022) Panini/Marvel

## Équipe artistique
Brady Webb, Rachel Dodson, Terry Dodson , John Romita Jr., Joseph Michael Straczynski, Mike Deodato Jr., Edgar Delgado, Roger Stern, Mark Waid, Emma Rios, Kevin Smith, Jed MacKay, Travel Foreman, C.F. Villa, Alejandro Sanchez, Sabine Rich, J. Scott Campbell, Natacha Bustos & Matthew Wilson, Pepe Larraz & Marte Gracia, Adam Hughes, Jen Bartel, Nabetse Zitro & Morry Hollowell, Olivier Coipel, Arist Deyn, Peach MoMoKo & Dean White...